# 湘南平
湘南平（しょうなんだいら）は、神奈川県の平塚市と大磯町の境にある標高約180mの泡垂山（あわたらやま）の山頂一帯を指す地名。一帯は、風致公園の高麗山公園（こまやまこうえん）として整備されている。地元ではかつて千畳敷と呼ばれていたが、公園として整備するにあたり湘南平と呼ばれるようになった。

## 概要
高麗山（こまやま）、浅間山（せんげんやま）と連なる丘陵の一角で、高麗山公園の一部となっている。テレビ塔展望台（平塚テレビ中継局）と高麗山公園レストハウス展望台の2つの展望台があり、相模湾、富士山、箱根連山、丹沢山塊、大山、江の島、三浦半島、房総半島、伊豆半島、烏帽子岩等を望むことができる。
桜の木も多く花見の季節は家族連れで賑わう。また、日没後は夜景を楽しむこともできる。
また近隣の幼稚園や小学校の遠足先に湘南平が選ばれる事が多く近隣住民からは身近な観光スポットとして有名である。
高麗山公園には「湘南平ゾーン」のほか、ハイキングコースが整備されている「浅間山ゾーン」がある。泡垂山から高麗山に向かう途中には浅間山があり、浅間神社と一等三角点がある。
「関東の富士見百景」、「かながわの景勝50選」、「かながわの花の名所100選」、「かながわ未来遺産100」、「かながわの公園50選」、「夜景100選」及び「平塚八景」に選ばれている。

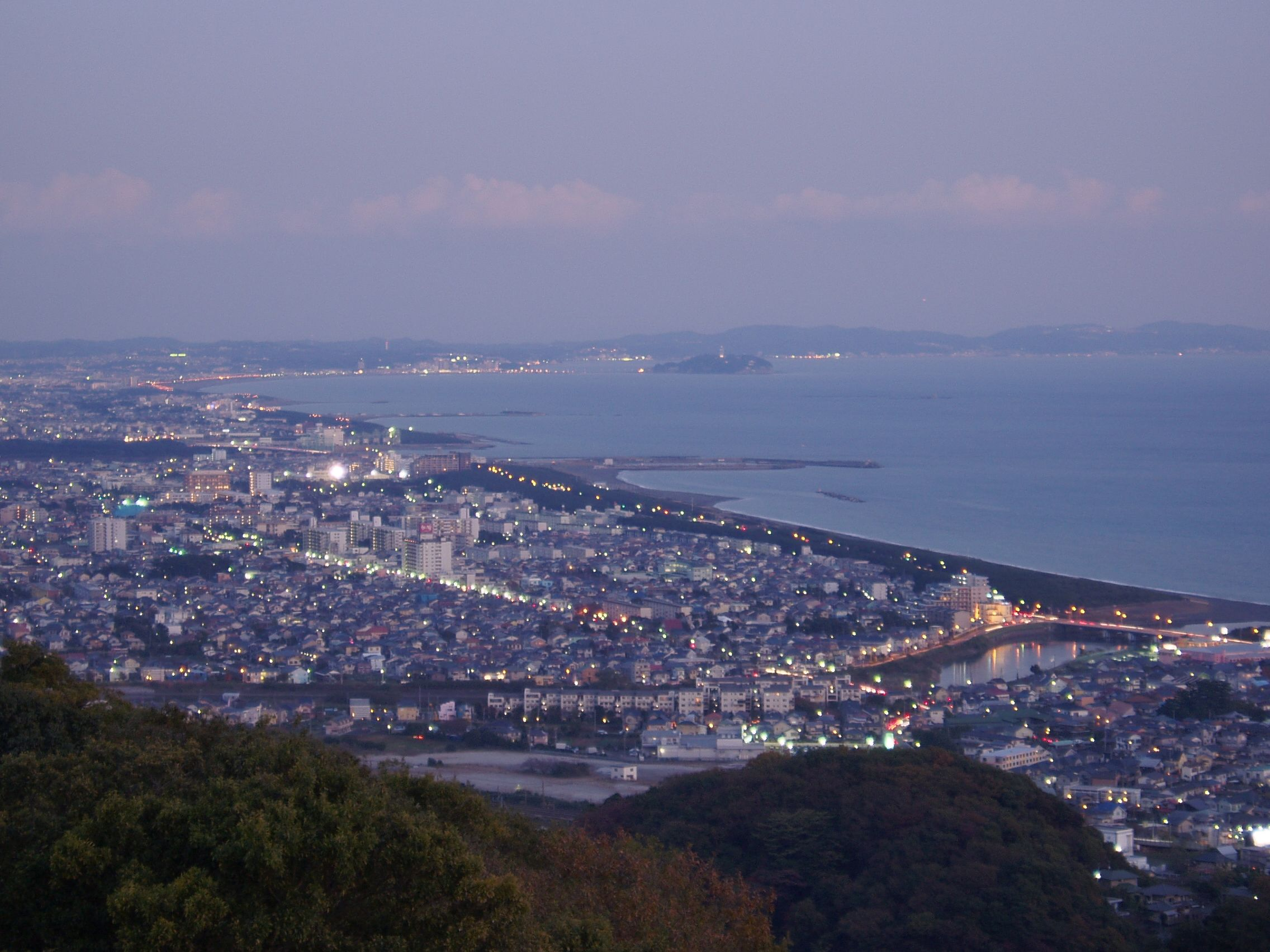
夕刻に展望台から江の島方向を望む眺望
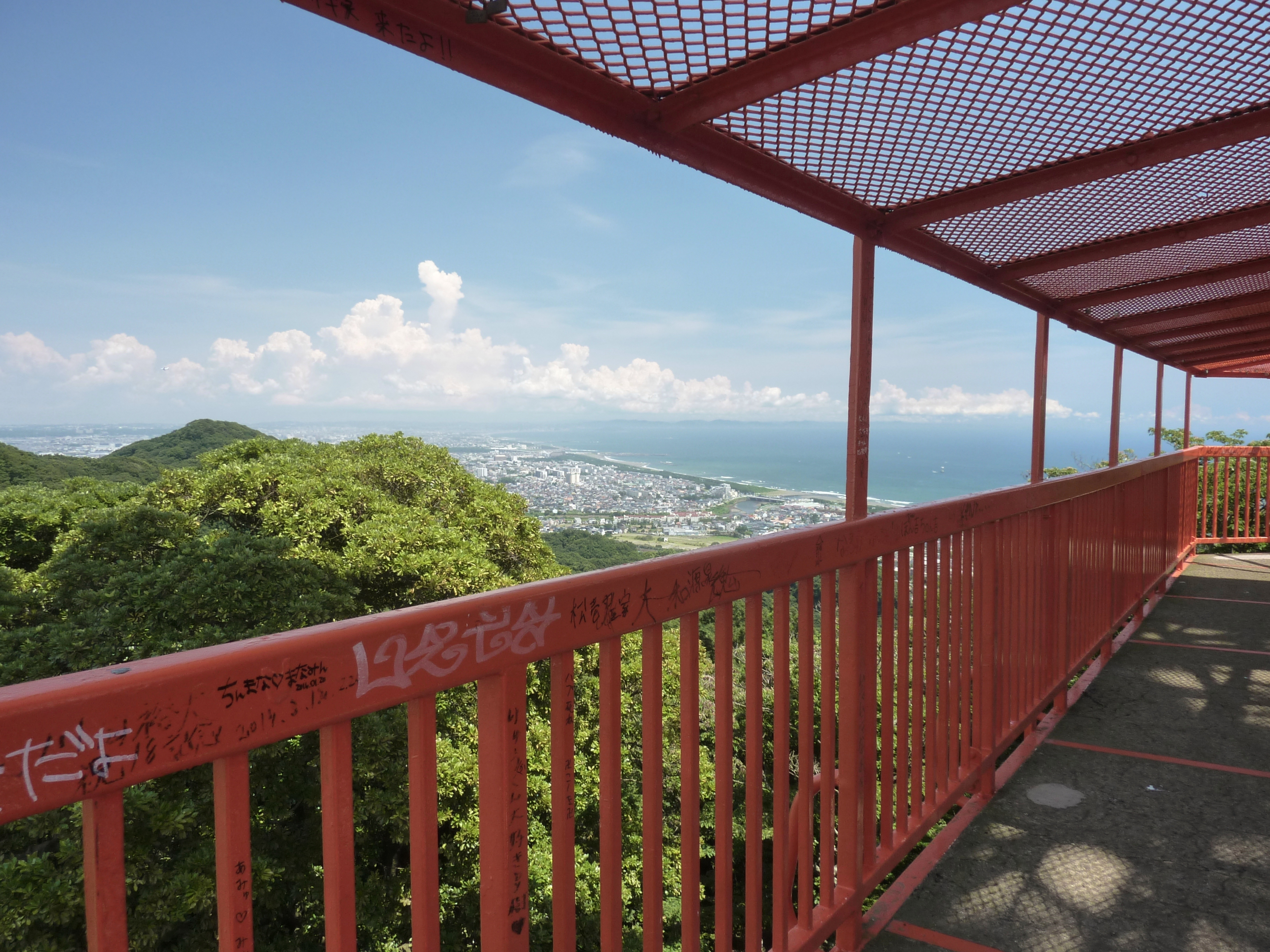
テレビ塔にある展望台(下段)から望む相模湾
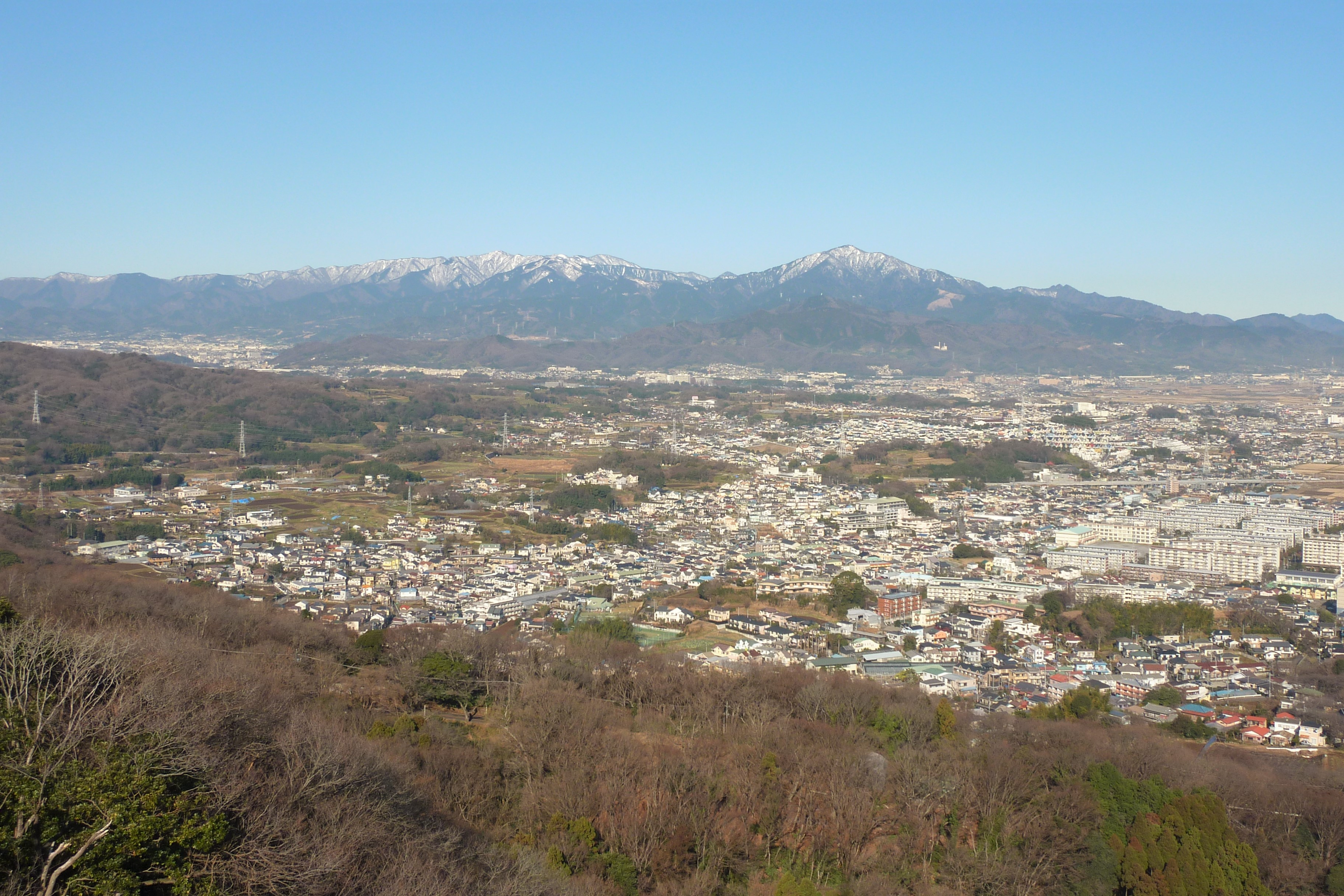
テレビ塔にある展望台から望む丹沢山地
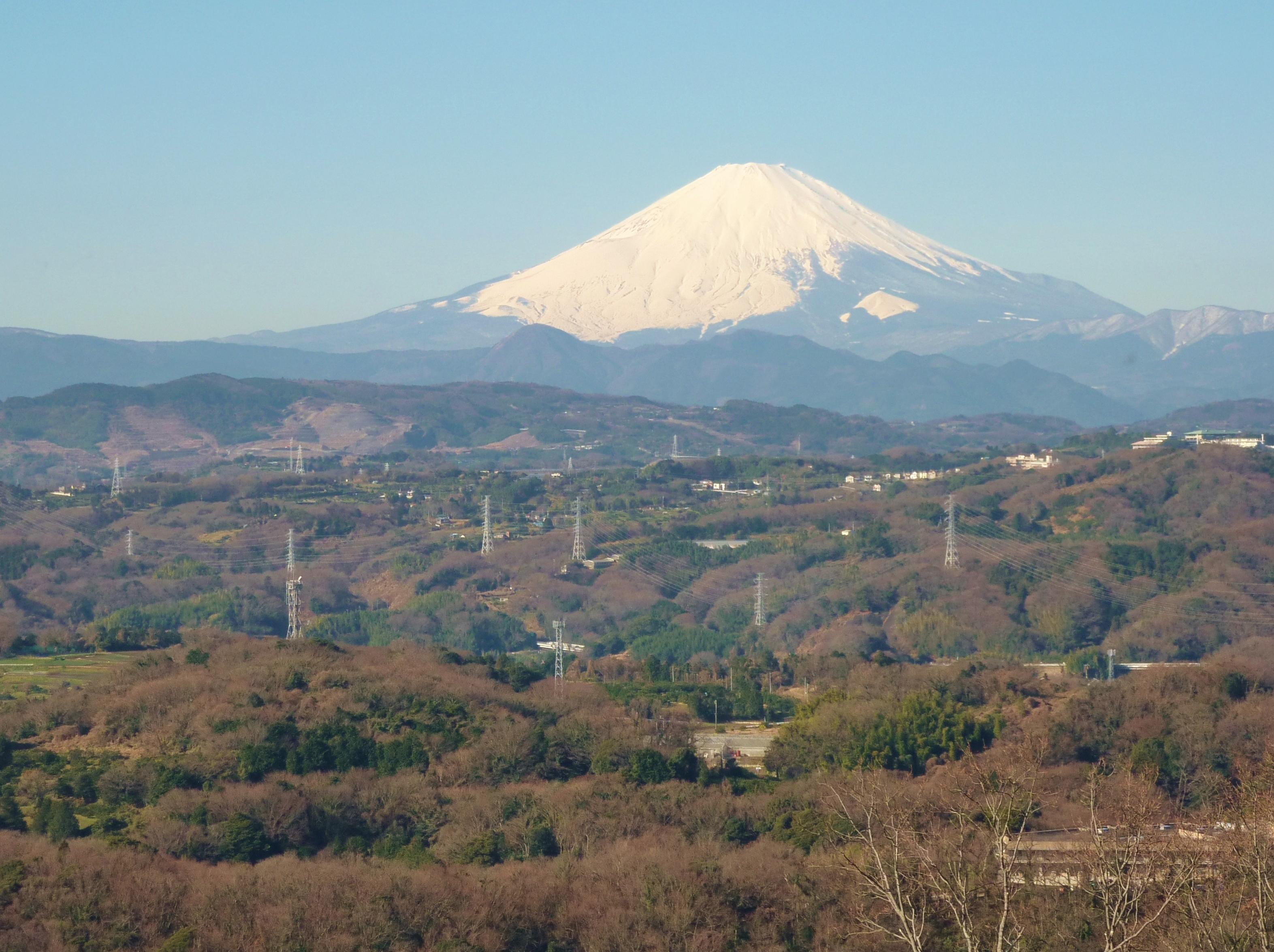
レストハウス展望台から望む富士山と大磯丘陵

## 歴史
泡垂山の地名は曽我物語に由来し、虎御前のもとにいた兄十郎の危急を聞き曽我の里から駆けつけた弟五郎が近道をしようと馬でこの山に駆け上ったところ山頂付近で馬が泡を垂らしたところからつけられたという。またその時に馬が前足を踏ん張った場所から泉が湧きでたとされ、のちに十郎が虎女への文をこの水で墨をすりしたためたことから「十郎の硯水」として現在も湘南平東側入口の横に史跡として残っている。昭和の初期頃まで此処には茶店があったという記録もあり、昔の日本人の曽我物語好きを偲ばせる。
1941年（昭和16年）には高射砲陣地が造られた。終戦前のB-29による首都圏への爆撃の時、目標にした富士山からこの上を通って東京方面に向かったB29に向かって砲撃したが届かなかったという。この高射砲陣地は米軍の爆撃の対象となり破壊され、山の北側にある古寺荘厳寺も、その巻き添えとなり焼失（現在は再建されている）した。戦後暫くは荒廃したままであったが、1957年（昭和32年）に平塚市と神奈川中央交通がここを自然公園とする計画を立て開発・整備し、当時の市長である戸川貞雄が湘南平と命名した。その後、放送所設置及びレストハウス立て替え等が行われ、現在に至っている。

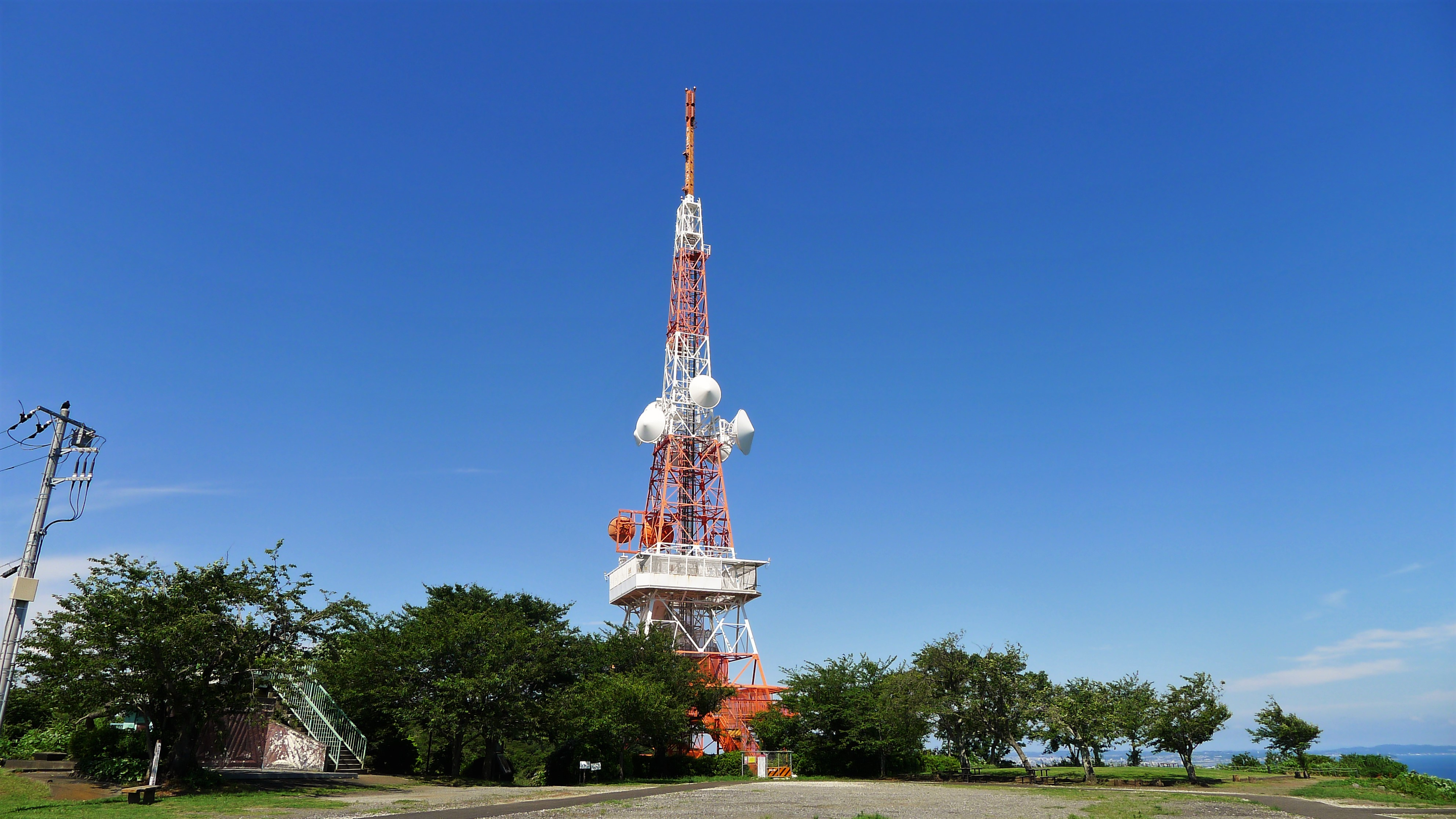
https://www.kanaloco.jp/news/social/article-771410.html

### テレビ塔
1972年に湘南平頂上にテレビ塔が完成した。完成したテレビ塔はNHKと民放で共同運営している。現在、改修工事の為閉鎖。2023年度中に完了する予定。

### 南京錠

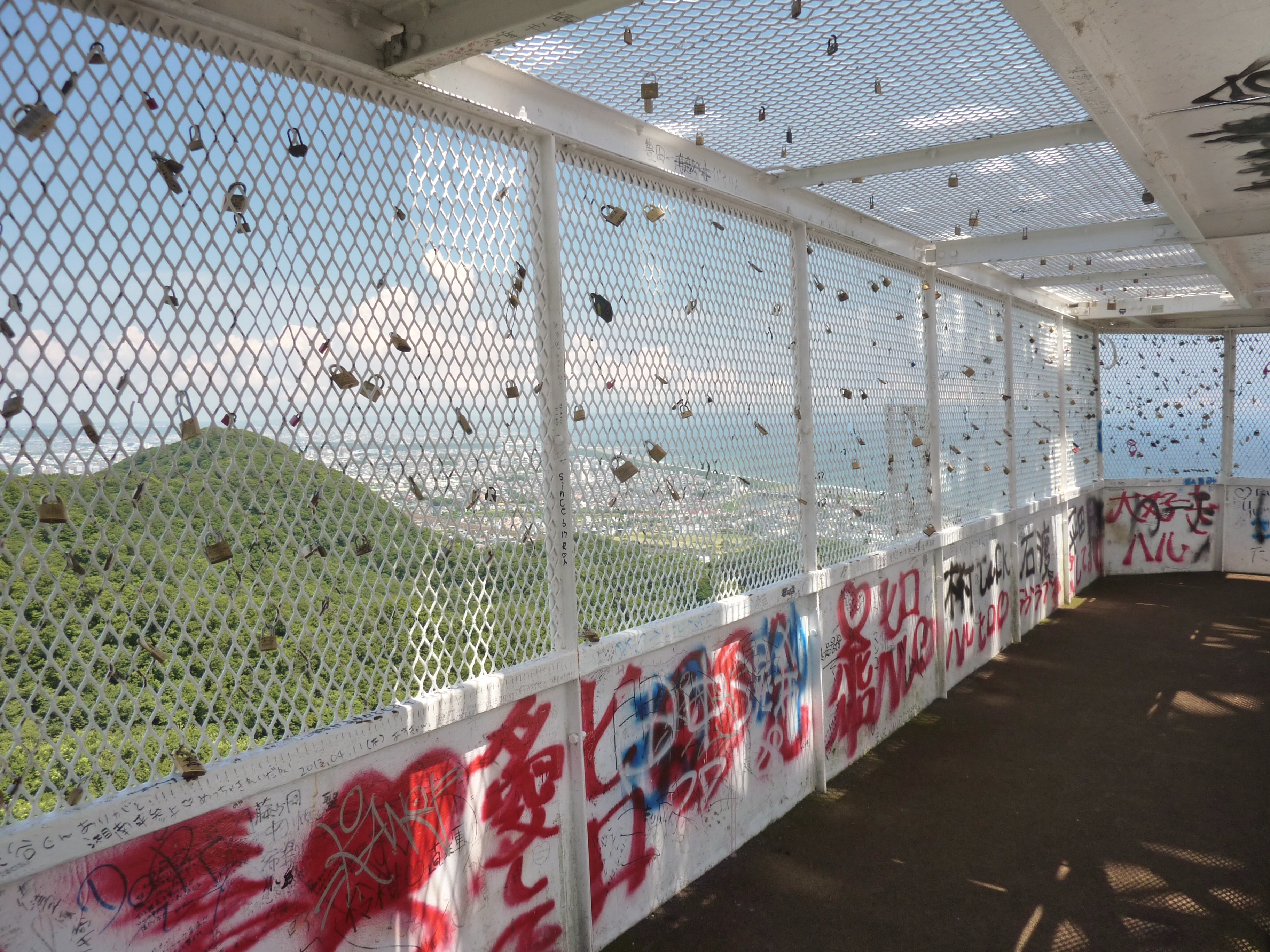
テレビ塔にある展望台(上段)のフェンスに施錠された南京錠の数々

1980年代から、当地にあるテレビ塔の金網に、愛を誓った恋人同士の名前を書いた南京錠を掛けて施錠する（愛の南京錠）、という行為が若者の間に広まり、現在に至るまで多くの南京錠が付けられている。この南京錠は施設管理上の支障になり、美観をそこね、各種トラブルのもとになっていた。そこで市は、レストハウスの展望台に鍵を取り付けるためのモニュメントを設置した。モニュメントは、造形作家の尼子靖のデザインによるもので、「ainowa」(あいのわ）と名付けられた。モニュメントには約350本の南京錠が掛けられる。市は、南京錠がいっぱいになったら外して鋳溶かし、プレートなどを作ることも検討している。

## 座標
1. ↑  テレビ塔展望台（湘南平旧展望台）:北緯35度19分14秒 東経139度18分38秒 / 北緯35.320678度 東経139.310467度
2. ↑  高麗山公園レストハウス展望台（湘南平新展望台）:北緯35度19分11秒 東経139度18分31秒 / 北緯35.31981516267056度 東経139.30856866370053度
3. ↑  一等三角点:北緯35度19分20秒 東経139度18分44秒 / 北緯35.322127度 東経139.312342度

## アクセス
- 道路：神奈川県道609号公所大磯線の高根交差点から南へ向かう。山頂近くに頂上駐車場（普通車10台、身障者用3台、バイク10台）と大駐車場（普通車60台、バス5台）がある[1]。
- 路線バス：JR平塚駅より神奈川中央交通平35で終点「湘南平」下車。1日4往復[1]。